# Аркадије
Флавије Аркадије (лат. Flavius Arcadius), познатији само као Аркадије, био је источноримски (византијски) цар од 395. до 408. године. Иако син великог војсковође и државника Теодосија I, Аркадије је остао упамћен као безвољни владар у чије име је Источним римским царством (Византијом) спретно управљао низ регената.

## Младост
Аркадије је рођен 377. или 378. у као први син Теодосија и Елије Флавије Флациле. Његов отац Теодосије постао је 379. године владар источног дела царства и готову читаву владавину је провео у непрекидним ратним походима, прво против Визигота на Балкану (379—383), а затим против узурпатора Магнуса Максима и Еугенија који су се покушали да се учврсте на Западу.
Већ у јануару 383. године Теодосије је прогласио Аркадија, који је тада имао пет или шест година, за августа и самим тим свог савладара. Теодосије се излагао бројним опасностима током ратова и вероватно је желео да обезбеди престо свом сину. У септембру 384. Теодосију се родио и други син, Хонорије, али цар-отац сада није журио са почастима за млађег сина. Када је кренуо у рат против Магнуса Максима, Теодосије је у престоници оставио Аркадија као номиналног регента. Сва власт је била у рукама искусног преторијанског префекта Истока, Тацијана.
Најпосле, 393. године младог Валентинијана II је уклонио војсковођа Арбогаст и на његово место поставио Еугенија. Пошто је тиме нестала Валентинијанова династија, којој је и Теодосије дуговао за свој успон, могуће је да је стари август решио да дефинитивно успостави своју власт над читавим царством. Хонорије је исте године проглашен за августа и придружио се оцу у новом походу на Запад. Теодосије је однео победу и закратко ујединио царство иако је било јасно да ће након његове смрти Исток царства припасти једном, а Запад другом сину. Пре него што је умро у Милану јануара 395. године, Теодосије Велики је обавио све неопходне припреме да власт мирно пређе на његове синове.

## Аркадије и Хонорије, Руфин и Стилихон
У време када је у лето 394. године Теодосије кретао на свој коначни пут на Запад, Аркадије је имао већ скоро осамнаест година. Међутим, сем конзулата из 384. није нам познато да је вршио неку другу јавну функцију или да се одликовао по некој другој особини или интересовању. Његово дотадашње образовање било је комбинација хришћанских и паганских утицаја пошто му је први васпитач био извесни ђакон Арсеније, а затим најчувенији цариградски беседник 4. века, паганин Темистије. Слабости свога сина био је свестан вероватно и Теодосије који је 394. поверио Аркадија на бригу новом преторијанском префекту Руфину, родом из галског града из Аквилеје.
Подела теоретски јединственог Римског царства између савладара била је уобичајна пракса, али се 395. обично сматра преломним тренутком, тренутком поделе Царства на Западно и Источно (Византијско) које је опстало све до пада Цариграда под власт Османлија 1453. године. Правно-техничка подела царства на две половине није се десила, али се већ у време Теодосијевих синова осетило понекад оштро неслагање, па и ривалитет дворова у Милану и Цариграду. Другим речима, два центра царства почела су лагано да се удаљавају услед различитих законитости унутрашњег развоја и спољнополитичких проблема које је неретко било немогуће решавати заједнички.
Ово удаљавање две половине Царства савременици су најбоље видели кроз жустро ривалство моћног Хоноријевог регента Вандала Стилихона, врховног војног заповедника Запада (magister militum), и Аркадијевих „заштитника“. Стилихон, иначе зет Теодосијеве породице, тврдио је да је њему преминули цар поверио бригу о оба своја сина. Његова популарност у војсци и сама чињеница да су најбољи војни одреди са Истока, које је Теодосије довео у току борби против Еугенија, још увек били под његовом командом у Италији, представљали су Стилихона као озбиљног такмаца Руфину. Са друге стране Руфин је имао ривала за највишу власт и на самом цариградском двору у лику старог евнуха Еутропија, настојника царске ложнице (praepositus sacri cubiculii). И Руфин је покушао попут Стилихона да се повеже са царском породицом и постане Аркадијев таст, али није у томе успео. Користећи Руфиново одсуство, препредени Еутропије је априла 395. године оженио младог цара лепотицом Еудоксијом, ћерком Теодосијевог официра франачког порекла, Баутона.
По Теодосијевој смрти, Визоготи, насељени у Доњој Мезији као римски савезници, објавили су да их савез склопљен са преминулим царем више не везује. Захтевајући високи положај у римској војсци, готски краљ Аларих је повео своје људе у Тракију и опустошио је околину Цариграда, штедећи плански Руфинова имања. Аларих се примирио после преговора са Руфином, али су источним провинцијама сада запретили закавкаски Хуни. У таквој ситуацији одсуство источноримске војске из Италије се драматично осетило и Стилихон је најавио да лично долази да их одведе у Цариград. Други разлог његовог доласка био је да префектуру Илирик, која је обухватала Балкан западно од Дрине стави под контролу двора у Милану. И то је Стилихон желео да учини у име Теодосијеве воље. Стилихонов поход на исток ишао је преко Далмације и Епира у Тесалију, где је пресрео Аларихове Готе, поразио их и гонио. Плашећи се за свој положај Руфин је преко Аркадија наредио Стилихону да се повуче, што је овај, на изненађење свих и прихватио. Визиготи су поштеђени само да би и даље били камен о Руфиновом врату, а источноримски одреди су најзад отпуштени и упућени у Цариград под командом Гота Гајне. Аркадије и његов двор су 27. новембра 395. године, у складу са обичајима, изашли пред дуго одсутне Гајнине ратнике да их свечано дочекају. Уместо тријумфа, Руфин је доживео ликвидацију: у току церемонијалног разговора дојучерашњи Стилихонови војници су га убили.

## Доминација коморника Еутропија
Руфинов пад омогућио је успон амбициозног Еутропија до позиције правог владара Источног царства. Стилихон је привремено био заузет пословима Запада и Еутропијев положај је деловао чврсто. Убиство Руфина, које је преко војних кругова Стилихон бар подстакнуо, послужило је као опомена Еутропију који је уклонио неколико војсковођа. Као царски коморник, Еутропије је добро познавао начин функционисања двора и цивилне администрације, путеве и пречице до самог царског пара. Уживао је нарочиту подршку царице Еудоксије и по негативним представама у историографији, показао је велику грамзивост у прибирању огромног личног богатства. Поред тога, Еутропије је обезбедио и подршку православног свештенства у Цариграду и омогућио је избор Јована Златоустог за патријарха 398. године.
Међутим, Визиготи су и даље пребивали у Хелади повремено палећи и пљачкајући успут. Стилихон се у пролеће 397. године поново отиснуо из Италије на Балкан, искрцао се у Коринту и поразио Алариха. Након тога, као и 395. године, уследило је повлачење на Аркадијев захтев. На Еутропијев подстицај цариградски сенат је Стилихона прогласио за јавног непријатеља, а Алариху је пружена рука помирења и он је проглашен за врховног војног заповедника Илирика (magister militum per Illyriam). Стилихоново брзо повлачење могло је бити и резултат побуне у Африци. Гилдон, Теодосијев официр и маварски поглавар, подигао је 397. устанак против владе у Милану и затражио да Аркадије прими дијецезу Африку под своју власт. Иако је Еутропије у почетку можда потпирио незадовољство номадских племена римске Африке, никаква конкретна акција у Гилдонову корист није предузета и устанак је угушен 398. године. Стилихон је чак учврстио везе са царском породицом пошто је Хонорија венчао са својом ћерком Маријом.
У међувремену, закавкаски Хуни су и даље угрожавали Сирију и Малу Азију, а Визиготи Балкан. У Цариграду је очување источних провинција сматрано важнијим и сам Еутропије је 397. кренуо да сузбије Хуне. Потпуно неочекивано дворски евнух се показао као успешан војсковођа и тријумфално се вратио у Цариград. Еутропије је био на врхунцу моћи — некада роб доведен из Персије, сада је постао први евнух коме су указане највише почасти: 398. добио је титулу патрикија, а 399. и конзулат. Избор евнуха за римског конзула згрозио је јавно мњење у Италији, ако је судити по Хоноријевом дворском песнику Клаудијану.

## Гајнина побуна
И поред новостечене војне славе, Еутропије ипак није био популаран у официрским круговима. У пролеће 399. готски колонисти у Фригији под командом Трибигилда су се побунили и затражили Еутропијеву смену. Еутропије је покушао да поткупи вођу побуне, а када подмићивање није успело, послао је на Трибигилда двојицу римских восковођа Лава и Гота Гајну, сада врховног војног заповедника. Гајна је у ствари био прави подстрекач побуне и био је у тајној вези са Трибигилдом. Уклонио је свог саборца Лава, а затим је и даље јавно глумио лојалног царског војсковођу тражећи да се изађе у сусрет захтевима побуњеника. У исто време, Еутропије је изгубио подршку царице Еудоксије и морао је потражити прибежиште у саборној цркви св. Мудрости. Уз посредовање свог пријатеља патријарха Јована Хризостома (Златоустог), Еутропије се на крају предао уз услов да му се поштеди живот. Прво је послат у прогонство на Кипар, али је доцније погубљен. Његово име је избрисано из конзулских спискова, а јавне статуе уклоњене.
Уклањање Еутропија није донело потпуну сатисфакцију Гајни. Он се сада отворено одметнуо од царске власти и кренуо у марш на Цариград. Крајем 399. године готски војсковођа је ушао у престоницу и наметнуо се за господара Града. Његова владавина ипак није потрајала дуго, само до јула 400. године. Гајна је наиме желео да посети цркву ван Цариграда и са својим Готима је кренуо из Цариграда. Његови ратници су дошли у сукоб са становницима престонице који су затворили градске капије и тиме заточили петину Гајнине војске. Готи преостали у Цариграду су масакрирани, а Гајна је након неуспешне пљачке Тракије и азијских предграђа престонице побегао у крајеве северно од Дунава. Ту је најзад убијен по наређењу хунског краља Улдина, а његова глава је послата на дар Аркадију. Неуспех Гајне да се наметне као одлучујући фактор у Цариграду само је потврдио доминацију престоничке, римске и православне, аристократије над војном странком коју су предводили аријански Готи. Тиме је Источно царство избегло опасност у коју је упало Западно где су официри варварског порекла постали најутицајнији чинилац. Гајнин пад је уједно ослободио источну владу Стилихоновог утицаја, најснажније истакнутог преко германских одреда.

## Еудоксија и Јован Златоусти
За време Гајнине владавине царева супруга Еудоксија, сада већ мајка две ћерке, је 9. јануара 400. године проглашена за августу. Еудоксија се послужила германском странком да уклони Еутропија, свог некадашњег доброчинитеља, а затим је и учествовала у прогону Гота. Својом лепотом, темпераментом и енергијом, царица је представљала прави контраст свом мирном мужу. Када је Аркадију 401. родила дуго очекиваног наследника, будућег Теодосија II, чинило се да наступа њено време. Међутим, из нама данас непознатих разлога, изгледа да се Еудоксија завадила за патријархом. Крштење малог Теодосија, кога је Аркадије 402. године прогласио за августа и савладара, вероватно је била прилика да се царица и патријарх помире. Са друге стране, Јован Златоусти је био познат по оштрим проповедима против друштвених неједнакости и неправди. Његова честа тема напада биле су престоничке госпе, њихова раскошна одећа и накит и раскалашан начин живота. Могуће је да је скривеним алузијама критиковао и царицу. Патријарх је био и велики аскета и неретко је строго ислеђивао случајеве злоупотребе у црквеним редовима. У зиму 401. године, видљиво прекорачивши овлашћења, сменио је најмање 13 епископа на западу Мале Азије. Својим бескомпромисним наступима Златоусти је стекао широк круг непријатеља предвођених царицом и александријским патријархом Теофилом. Пошто није желео да се појави пред синодом у Храсту, предграђу Халкедона, Хризостом је 403. смењен са патријаршијске столице Цариграда.
Након смене, Хризостом је одржао неколико ватрених проповеди отворено поредећи Еудоксију са најнегативнијим женским ликовима из Библије, Језавељом и Иродијадом. Након три дана у току ноћи је тајно отишао из патријаршијских одаја и предао се царским војницима. Слање Јована Златоустог у изгнанство убрзо је пропраћено снажним земљотресом у престоници. Сујеверна августа је утицала на мужа да опозове Златоустог из изгнанства. Ни ово помирење није потрајало: патријарх је поново критиковао царицу, овога пута због подизања њене статуе у близини св. Мудрости. Инаугурација је по Јовановом мишљењу била пропраћена недостојним паганским обредима. Овога пута Еудоксија је употребила сва средства: царски пар је око Божића прекинуо сваки контакт са патријархом, а Златоустом је на Васкрс (17. априла 404. год.) забрањено да служи литургију пошто његово уклањање из претходне године није укинуо други сабор. Из протеста маса света је Васкрс прославила ван зидина Града. Најпосле, Златоустом је наређено да 20. јуна да напусти Цариград и у пратњи војника је послат у прогонство на саму границу са Јерменијом. У ноћи након његовог одласка саборна црква је изгорела, а ватра је обухватила и уништила и оближњу зграду сената. Пожар је послужио властима да осумњиче Јованове присталице и најугледије подвргну прогону.
Царица Еудоксија није дуго уживала у свргавању Јована Златоустог. Умрла је од последица побачаја 6. октобра 404. године. Захваљујући својим посланицама Јован Златоусти је задржао знатан утицај у Цариграду. Управо због тога планирано је његово премештање у још даље крајеве, у Питију на обали Црног мора. На овом путу, Хризостом је преминуо услед исцрпљености 14. септембра 407. године.

## Аркадијеве последње године
Након бројних бура, Аркадијеве последње године обележиће још један способан администратор, преторијански префект Истока, Антемије. Визоготи више нису представљали бригу Цариграда пошто је Аларих одвео 401. свој народ у Италију у жељи да натера Хонорија да им додели земљу за насељавање. Антемије је предузео неколико потеза измирења са Западом и 405. је поделио конзулат са Стилихоном као западним колегом. У Малој Азији су пак обновљени пљачкашки напади никада до краја покорених исавријских брђана. Антемијева борба са Исавријанцима није увек била успешна.
Аркадије је умро у својој тридесет и првој години 1. маја 408. године. Запамћен је као владар који је у ретким приликама напуштао царску палату. Његов савременик Сократ Схоластик описује га као ниског човека тамног тена и увек спуштених очних капака. Ипак, у Аркадијево време Цариград дефинитивно постаје престоница Царства, његово административно и црквено средиште, а цар удаљена и помало мистична фигура окружена способним и ништа мање бескруполозним дворанима.

## Потомство
Аркадије и Елија Евдоксија имали су петоро деце: њихова имена и године рођења помиње хроника Амијана Марцелина. 
- Флацила (рођена 17. јуна 397.), помиње се само у још једном извору из 408. године, по смрти свога оца Аркадија.
- Пулхерија (19. јануар 399—453.), удата за Маркијана.
- Аркадија (3. април 400—444.)
- Теодосије II (10. април 401—28. јул 450.)
- Марина (10. фебруар 403—449.)

Псеудо-Мартирије наводи да је имала два мртворођена детета (рођена крајем 403. и 404. године).